# Armando Rollemberg
Armando Leite Rollemberg (Japaratuba, 21 de fevereiro de 1921 — Brasília, 22 de abril de 1994) foi um advogado, magistrado, professor e político brasileiro. Foi deputado estadual de Sergipe, deputado federal pelo mesmo estado e ministro do Superior Tribunal de Justiça, oriundo do extinto Tribunal Federal de Recursos.
É pai do também político Rodrigo Rollemberg.

## Dados biográficos
Filho de José de Faro Rollemberg e Josefina Leite Rollemberg. Advogado formado na Universidade Federal de Minas Gerais em 1943, retornou a Sergipe onde foi professor de Direito Civil e Direito Constitucional no curso superior de Administração e Finanças da Escola Técnica de Comércio durante dois anos. Chefe de polícia na interventoria de Antônio de Freitas Brandão, estreou na política como suplente de deputado estadual em 1947, quando pertencia aos quadros do PR. Exercendo o mandato parlamentar sob convocação, atuou como relator da Constituição Estadual sendo eleito deputado estadual em 1950. Professor da Faculdade Católica de Filosofia, exerceu idêntica função na Faculdade de Direito de Sergipe, instituição por ele fundada.
Eleito deputado federal em 1954, 1958 e 1962, renunciou ao seu mandato em 29 de julho de 1963 quando o presidente João Goulart o escolheu para o cargo de ministro do Tribunal Federal de Recursos. Presidente da referida corte entre 1971 e 1973, viu a mesma ser convertida em Superior Tribunal de Justiça pela Constituição de 1988. Uma vez aposentado, voltou a advogar. Faleceu em Brasília.